# نورمن کورنر
نورمن کورنر (انگلیسی: Norman Corner; ۱۶ فوریهٔ ۱۹۴۳ – ۱۹ فوریهٔ ۲۰۱۱) بازیکن فوتبال اهل بریتانیا بود.
از باشگاه‌هایی که در آن بازی کرده‌است می‌توان به باشگاه فوتبال برافورد پارک آونیو، باشگاه فوتبال هال سیتی، باشگاه فوتبال ولورهمپتون واندررز، باشگاه فوتبال لینکولن سیتی، باشگاه فوتبال ساوت شیلدز، و باشگاه فوتبال برادفورد سیتی اشاره کرد.